# 叶屋宏一
叶屋 宏一（かなや こういち、1966年12月18日 - ）は、日本の実業家。福岡県出身。
公益社団法人日本プロサッカーリーグ(Jリーグ) パートナー事業部ダイレクター
株式会社佐勇　経営顧問
株式会社SRCホールディングス　取締役(社外)
アンファー株式会社 前代表取締役社長。株式会社ライカ 前常務取締役。
株式会社クリムゾンフットボールクラブ（現・楽天ヴィッセル神戸株式会社）元代表取締役社長。

## 人物・経歴
福岡県出身。1985年、東京都立西高等学校卒業。1989年、上智大学経済学部卒業。同年4月、株式会社三和銀行（現・株式会社三菱UFJ銀行）に入行。1996年、メリルリンチ証券東京支店に入社。2001年、バンク・オブ・アメリカ証券会社東京支店に入社し、営業本部長に就任。
2004年、サッカーJリーグ1部（J1）のヴィッセル神戸の運営会社である株式会社クリムゾンフットボールクラブ（現・楽天ヴィッセル神戸株式会社）に入社し、専務取締役に就任。2007年、同社代表取締役専務に就任。2010年、同社代表取締役社長に就任。2012年、任期満了に伴い、同社代表取締役社長から退任。2017年、アンファー株式会社、専務取締役に就任。2017年、株式会社ライカ、常務取締役に就任。2018年、スマートスキャン株式会社、社外取締役に就任。2019年、株式会社ブレインスリープ、取締役に就任。2020年、アンファー株式会社、代表取締役社長に就任。2024.3任期満了にて退社。